# Запасное колесо (фильм)
«Запасное колесо» — советский короткометражный телефильм 1978 года киностудии «Грузия-фильм» режиссёра Амирана Дарсавелидзе.

## Сюжет
Лирическая история о том, как в канун Нового года боржомский портной Гоги на заснеженной дороге встречает красивую молодую девушку, у машины которой спустило колесо. Чтобы она могла доехать до дома, Гоги отдает ей колесо со своей машины, говоря, что у него есть запаска, но на самом деле у него ее нет…

## В ролях
- Лика Кавжарадзе — Лика
- Георгий Кавтарадзе — Гоги
- Этери Моцикулашвили — старушка
- Шалва Гедеванишвили — продавец пластинок
- Абессалом Лория — мужчина с ёлкой и индейкой
- Лейла Шотадзе — актриса-Снегурочка
- Нодар Сохадзе — артист-Дед Мороз

## Съёмки
Фильм снимался в городе Боржоми, заснеженные улицы — настоящие, что редкость для этого города, но съёмочной группе повезло — в тот год было действительно много снега.

## О фильме
Один из немногих грузинских новогодних фильмов, его на каждый Новый год традиционно показывают по грузинскому телевидению.

Возможно, даже режиссер Амиран Дарсавелидзе не мог подумать, что его первая картина «Запасное колесо» не утратит своего кинематографического очарования в течение многих лет и останется одним из тех фильмов, которые радуют зрителей каждый новый год, тем более что грузинская аудитория не очень избалована национальными новогодними фильмами.
Оригинальный текст (груз.)ალბათ ვერც კი იფიქრებდა რეჟისორი ამირან დარსაველიძე, რომ მისი პირველი დამოუკიდებელი სურათი „სათადარიგო ბორბალი“ (სცენარის ავტორი – რეზო გაბრიაძე) წლების განმავლობაში არ დაკარგავდა კინემატოგრაფიულ ხიბლს და ერთ-ერთ იმ ფილმად დარჩებოდა, მაყურებელს ყოველ ახალ წელს საახალწლო განწყობას რომ უმძაფრებს, მით უმეტეს, რომ ქართველი მაყურებელი ეროვნული საახალწლო ფილმებით განებივრებული ნამდვილად არ არის.
— Nostal.ge, 2020